# Dreknor
Dreknor er et rekonstruktion af et vikingeskib, der blev bygget i Tourlaville ved Cherbourg-Octeville i Frankrig. Navnet står for dreki (drage) og Nortmannia (Skandinavien).
Skibet er baseret på Gokstadskibet, der er det største langskib i Norge fra vikingetiden, der er 23,5 m langt og 5,3 m bredt med plads til 32 årer. Skibet lbev døbt den 14. juni 2008 af den norske ambassadør, som sagde at det var som at blive "gudfor for den bedste replika af Gokstadskibet".